# Cardamine clematitis
Cardamine clematitis là một loài thực vật có hoa trong họ Cải. Loài này được Shuttlew. ex S.Watson mô tả khoa học đầu tiên năm 1878.